# 川島惟忠
川島 惟忠（かわしま これただ、生年不明 - 天正7年12月27日（1579年1月23日））は、戦国時代の武将。阿波国川島城主。三好家の一族、家臣。兵衛進。

## 生涯
1572年（元亀3年）に上桜城に居城していた篠原長房の討伐で功績を挙げ、阿波川島一帯二百貫を知行。川島城を築く。1579年（天正7年）に脇城外の戦いで討死、子孫は備中まで逃れていったという。
惟忠死後、蜂須賀家政が阿波に入国し、川島城は家政の家臣・林能勝が城主となった。また川島城には惟忠が開基した真福寺がある。